# 에른스트 윙어
에른스트 윙어(Ernst Jünger, 1895년 3월 29일 ~ 1998년 2월 17일)는 독일의 작가이자 군인, 사상가, 곤충학자이다.

## 생애
독일 하이델베르크에서 태어나 하노버에서 어린 시절을 보냈다. 어린 시절부터 모험심이 강한 성격으로, 아프리카의 적도지대에 가려고 가출. 프랑스의 북아프리카 외인부대에 참가하지만 사태를 알게 된 아버지에 의해 독일로 돌아왔다는 일화가 있다. 김나지움을 졸업하고 제1차 세계 대전 발발 후에는 하노버 보병연대에 지원병으로 출정을 신청. 보병 소위로 참전하여 서부 전선의 최전방에서 싸웠다. 이 당시 솜 전투, 베르됭 전투 등에 참가하여 높은 공로를 세워 철십자 훈장, 호엔촐레른가 기사십자장 등을 수여받았다. 전후 혁명적 민족주의 운동가로 활약하며 보수 혁명 이론에 깊은 영향을 끼쳤는데, 특히 이 당시 그가 집필한 '노동자의 지배와 형상(Der Arbeiter. Herrschaft und Gestalt,1932년)'는 민족 볼셰비즘의 교과서라고 불리며 마르틴 하이데거를 비롯한 수많은 학자들로부터 높은 평가를 받았다. 히틀러가 집권한 뒤에도 계속 독일에 머무르며 작품활동에 매진했으나 하인리히 힘러에 의해 체포 직전의 상황에 처하기도 했다. 제2차 세계 대전 이후에는 프랑스나 일본 등지를 돌아다니며 수많은 지식인들과 교류했다. 1998년 2월 17일, 바덴뷔르템베르크에서 한 세기를 넘은 긴 생애에 마침표를 찍었다.

## 작품성향
윙어의 작품성향은 '영웅적 리얼리즘(Heroic realism)'이라고 흔히 평가된다. 전쟁의 처절하고 비참한 상황을 사실적으로 묘사하되, 그러한 극한의 상황을 불굴의 의지로 극복하는 영웅적 투쟁의 모습을 그려냈기 때문이다. 이러한 그의 작품 때문에 종종 반전 작가인 에리히 레마르크와 비교되기도 하는데, 일각에서는 윙어의 작품이 높은 작품성에도 불구하고 레마르크에 비해 서구의 진보적 지식인들에게 낮은 평가를 받은 이유가 전쟁에 대한 윙어의 관점 때문이라고 보는 시각도 있다.

## 주요 저작
- In Stahlgewittern, 1920
- Der Kampf als inneres Erlebnis, 1922
- Das Wäldchen 125, 1924
- Feuer und Blut, 1925
- Das abenteuerliche Herz, 1929
- Die totale Mobilmachung, 1931
- Der Arbeiter, Herrschaft und Gestalt, 1932
- Geheimnisse der Sprache, 1934
- Blätter und Steine, 1934
- Über den Schmerz, 1934
- Afrikanische Spiele, 1936
- Auf den Marmorklippen, 1939
- Gärten und Straßen, 1942
- Myrdun. Briefe aus Norwegen, 1943
- Der Friede, 1947
- Atlantische Fahrt, 1947
- Sprache und Körperbau, 1947
- Ein Inselfrühling, 1948
- Heliopolis, 1949
- Strahlungen, 1949
- Über die Linie, 1950
- Der Waldgang, 1951
- Besuch auf Godenholm, 1952
- Der Gordische Knoten, 1953
- Das Sanduhrbuch, 1954
- Am Sarazenenturm, 1955
- Rivarol, 1956
- Serpentara, 1957
- Gläserne Bienen, 1957
- San Pietro, 1957
- Jahre der Okkupation, 1958
- An der Zeitmauer, 1959
- Sgraffiti, 1960
- Der Weltstaat, 1960
- Ein Vormittag in Antibes, 1960
- Das spanische Mondhorn, 1963
- Sturm, 1963
- Geheimnisse der Sprache, 1963
- Typus, Name, Gestalt, 1963
- Werke, 1961-1965 (10 vols.)
- Grenzgänge, 1966
- Subtile Jagden, 1967
- Im Granit, 1967
- Federbälle, 1969
- Annäherungen: Drogen und Rausch, 1970
- Ad hoc, 1970
- Lettern und Ideogramme, 1970
- Sinn und Bedeutung, 1971
- Die Zwille, 1973
- Zahlen und Götter; Philemon und Baukis, 1974
- Eumeswil, 1977 -
- Sämtliche Werke, 1979 ff (18 vols.)
- Paul Léautaud in Memoriam, 1980
- Siebzig Verweht, 1980-81
- Flugträume, 1983
- Aladins Problem, 1983
- Autor und Autorschaft, 1984
- Eine gefährliche Begegnung, 1985
- Zwei Mal Halley, 1987
- Die Schere, 1990
- Politische Publizistik 1919-1933, 2001